# ジョナサン・グレ
ジョナサン・グレ（Jonathan Goulét、1979年7月13日 - ）は、カナダ連邦ケベック州ビクトリアビル出身。の男性総合格闘家。チーム・レギオン所属。ジョナサン・ゴーレーとも表記される。

## 来歴
14歳で空手、20歳でブラジリアン柔術を始めた。
2001年12月16日、UCCでプロ総合格闘技デビュー。

### UFC
2005年10月3日、UFC初参戦となったUltimate Fight Night 2でジェイ・ヒエロンと対戦し、TKO勝ちを収めた。
2007年9月19日、UFC Fight Night: Thomas vs. Florianでダスティン・ヘイズレットと対戦し、腕ひしぎ十字固めで一本負け。当初はマイク・スウィックと対戦予定であったが、変更された。
2008年4月2日、UFC 83で弘中邦佳と対戦し、2ラウンドにTKO勝ち。ファイト・オブ・ザ・ナイトを受賞した。12月10日にはUFC: Fight for the Troopsでマイク・スウィックと対戦するも33秒でTKO負けに終わった。
2010年5月8日、UFC 113でマーカス・デイヴィスと対戦し、左アッパーでダウンをしたところに鉄槌打ちで追撃されTKO負け。2連敗となりUFCからリリースされた。

## 戦績
| 総合格闘技 戦績 | 総合格闘技 戦績 | 総合格闘技 戦績 | 総合格闘技 戦績 | 総合格闘技 戦績 | 総合格闘技 戦績 | 総合格闘技 戦績 |
| --------------- | --------------- | --------------- | --------------- | --------------- | --------------- | --------------- |
| 34 試合         | (T)KO           | 一本            | 判定            | その他          | 引き分け        | 無効試合        |
| 22 勝           | 11              | 8               | 3               | 0               | 0               | 1               |
| 11 敗           | 8               | 3               | 0               | 0               | 0               | 1               |

| 勝敗 | 対戦相手                   | 試合結果                           | 大会名                                                         | 開催年月日     |
| ×    | マーカス・デイヴィス       | 2R 1:23 TKO（左アッパー→パウンド） | UFC 113: Machida vs. Shogun 2                                  | 2010年5月8日   |
| ×    | マイク・スウィック         | 1R 0:33 TKO（パウンド）            | UFC: Fight for the Troops                                      | 2008年12月10日 |
| ○    | 弘中邦佳                   | 2R 2:07 TKO（スタンドパンチ連打）  | UFC 83: Serra vs. St-Pierre 2                                  | 2008年4月19日  |
| ○    | ポール・ジョージエフ       | 1R 4:42 チョークスリーパー         | The Ultimate Fighter: Team Hughes vs. Team Serra Finale        | 2007年12月8日  |
| ○    | ダン・チャンバース         | 1R 2:23 TKO（パンチ連打）          | Xtreme MMA 2: Gold Rush                                        | 2007年11月24日 |
| ×    | ダスティン・ヘイズレット   | 1R 1:14 腕ひしぎ十字固め           | UFC Fight Night: Thomas vs. Florian                            | 2007年9月19日  |
| ○    | コーリー・マクドナルド     | 1R終了時 TKO（タオル投入）         | KOTC: Supremacy 【KOTC Canadaウェルター級王座決定戦】          | 2007年7月14日  |
| ×    | ジェイソン・デイ           | 2R 4:12 腕ひしぎ十字固め           | Ultimate Cage Wars 8: Natural Invasion                         | 2007年6月23日  |
| ○    | トラヴィス・アクスワーシー | 1R 0:08 KO（ハイキック）           | TKO 29: Repercussion                                           | 2007年6月1日   |
| ○    | ジェシー・ボングフェルト   | 1R 3:52 TKO（パンチ連打）          | TKO: MMA 2007 Tourney                                          | 2007年3月17日  |
| －   | トーマス・シュルツ         | 1R終了時 無効試合                  | TKO 28: Inevitable                                             | 2007年2月9日   |
| ×    | ジョシュ・コスチェック     | 1R 4:10 ギブアップ（パウンド）     | UFC Fight Night 6                                              | 2006年8月17日  |
| ○    | ルーク・クモ               | 5分3R終了 判定3-0                  | Ultimate Fight Night 5                                         | 2006年6月28日  |
| ×    | ドゥエイン・ラドウィック   | 1R 0:11 TKO（右ストレート）        | Ultimate Fight Night 3                                         | 2006年1月16日  |
| ○    | ショーニー・カーター       | 1R 3:05 ブルドッグチョーク         | TKO 23: Extreme                                                | 2005年11月5日  |
| ○    | ジェイ・ヒエロン           | 3R 1:05 TKO（ドクターストップ）    | Ultimate Fight Night 2                                         | 2005年10月3日  |
| ○    | カイル・ジェンセン         | 1R 1:46 チキンウィングアームロック | TKO 21: Collision                                              | 2005年7月15日  |
| ○    | トニー・フリックランド     | 1R 1:16 TKO（カット）              | TKO 20: Champion vs. Champion                                  | 2005年4月2日   |
| ○    | ジョン・アレッシオ         | 5分3R終了 判定3-0                  | TKO 18: Impact                                                 | 2004年11月26日 |
| ○    | ジョーイ・ブラウン         | 1R 0:07 KO（膝蹴り）               | TKO 17: Revenge                                                | 2004年9月25日  |
| ○    | トラビス・ガルブレイス     | 1R 1:21 チョークスリーパー         | TKO 16: Infernal                                               | 2004年5月22日  |
| ○    | アントワーヌ・クテュ       | 1R TKO（バスター）                 | TKO: FutureStars                                               | 2004年3月27日  |
| ○    | アレックス・ガッソン       | 1R 1:43 チョークスリーパー         | TKO 15: Unstoppable                                            | 2004年2月28日  |
| ○    | ジェフ・ジョスリン         | 5分2R終了 判定3-0                  | TKO 14: Road Warriors                                          | 2003年11月29日 |
| ×    | カイポ・カラマ             | 1R 0:12 KO（パンチ）               | SuperBrawl 30: Collision Course 【ミドル級トーナメント 1回戦】 | 2003年6月13日  |
| ×    | ブレンダン・セギーン       | 3R 0:46 TKO（パンチ連打）          | Extreme Challenge 49 【準決勝】                                | 2003年2月8日   |
| ○    | ジェイソン・リグスビー     | 1R 0:22 KO（キック）               | Extreme Challenge 49 【1回戦】                                 | 2003年2月8日   |
| ○    | アレクサンダー・ドースト   | 1R 1:00 チョークスリーパー         | UCC Proving Ground 8                                           | 2002年11月3日  |
| ○    | エイム・アンリパン         | 1R 0:28 TKO（パンチ連打）          | UCC Proving Ground 7                                           | 2002年9月28日  |
| ×    | ヤン・ペレリン             | 1R 3:10 TKO（パンチ連打）          | UCC Proving Ground 6                                           | 2002年7月21日  |
| ×    | トニー・フリックランド     | 1R 3:45 KO（パンチ連打）           | UCC 8: Fast and Furious                                        | 2002年3月30日  |
| ○    | ロビン・ディオン           | 1R 1:49 腕ひしぎ十字固め           | UCC Proving Ground 4                                           | 2002年3月9日   |
| ○    | マーク・コランジェロ       | 1R 4:36 腕ひしぎ十字固め           | UCC 7: Bad Boyz                                                | 2002年1月25日  |
| ×    | ジェームス・ゲイバート     | 1R 4:07 TKO（パンチ連打）          | UCC Proving Ground 2                                           | 2001年12月16日 |

## 獲得タイトル
- KOTC Canadaウェルター級王座（2007年）

## 表彰
- UFC ファイト・オブ・ザ・ナイト（2回）